# Šumadijsko-vojvođanski dijalekt
Šumadijsko-vojvođanski dijalekt je dijalekt štokavskoga narječja. Pripada novoštokavskim dijalektima. Govori se na sjeveru Republike Srbije, a naziv je dobio po prostiranju na područjima Šumadije i Vojvodine. Obuhvaća središnje dijelove Šumadije, do Mačve i Pocerine prema zapadu, dok prema sjeveru obuvaća cijeli Srijem, veći dio Bačke, kao i srednje i sjeverne dijelove Banata. U središtu područja ovoga dijalekta nalazi se Beograd, glavni grad Srbije. Također se govori među Srbima u Rumunjskoj, kao i među Srbima u Mađarskoj. Govori Hrvata iločkoga područja dio su šumadijsko-vojvođanskoga dijalekta.

## Osobine dijalekta
- novoštokavski četvoronaglasni sustav s pomakom naglaska na inicijalni slog
- genitiv množine s nastavkom -a
- ujednačavanje nastavaka za dativ, instrumental i lokativ množine na -ima/-ama
- ekavski ostvaraj jata
- izostanak glasa h
- kontrakcija -ao u o: pevo, čito